# カイオ・アラン・テム・カテム・ゴンサウヴェス
カイオ（Caio）ことカイオ・アラン・テム・カテム・ゴンサウヴェス（ポルトガル語: Caio Alan Tem Catem Gonçalves、1997年1月26日 - ）は、ブラジルのサッカー選手。ポジションはGK。

## クラブ歴
ヴィラ・ノヴァACの下部組織から2017年にアトレチコ・パラナエンセに加入。2018年2月15日のカンピオナート・パラナエンセでプロ初出場を記録した。2018年夏にロウレターノDCに1シーズンの期限付き移籍をし、アトレチコ・パラナエンセに復帰した。